# Song Yu
Song Yu (chinois 宋玉 ; pinyin Sòng Yù), est un poète chinois du IIIe siècle av. J.-C.
Song Yu a été poète de la cour du roi de Chu.

## Œuvre

### lesChants de Chu
On attribue à Song Yu les Neuf Discussions et le Rappel de l’âme contenus dans les Chants de Chu.
Le Rappel de l'âme (chinois 招魂 ; pinyin Zhāohún) est un poème chamanistique dans lequel le poète, assimilé au chaman et imitant un rituel, tente de ramener une âme dans son corps. Après avoir évoqué les dangers du monde surnaturel, le poète vante les plaisirs et les beautés du monde terrestre pour tenter de convaincre l'âme.
Les Neuf Arguments (ou Discussions ; chinois 九辯/九辩 ; pinyin Jiǔ biàn) sont une imitation du Li sao de Qu Yuan et présentent les mêmes ambiguïtés d'interprétation, bien qu'ils soient toujours interprétés d'un point de vue politique.

### Lesfu
L'Anthologie de la littérature (文選/文选, wénxuǎn) a aussi conservé de Song Yu des fu d’amour : le Fu de la terrasse Gao-tang (高唐賦, Gao tang fu), le Fu de la Déesse (神賦/神赋 Shén nü fù), qui évoque une relation amoureuse entre un homme et une déesse, et un fu humoristique, L'Amateur de jolies femmes ( 登徒子好色 Dēngtúzǐ hǎosè).
Ces fu d'amour, relatant la rencontre entre un mortel et une déesse, sont proches des chants de chaman originels, dans lesquels la divinité est invitée à prendre possession du médium, dans une sorte de relation érotique.
L'expression « nuages et pluie » (雲雨 / 云雨 Yúnyǔ) pour désigner en Chine l'union sexuelle vient d’un de son Fu du temple Gaotang.